# Estado Zulia
Zulia es uno de los veintitrés estados que, junto con el Distrito Capital y las Dependencias Federales, forman la República Bolivariana de Venezuela. Su capital es Maracaibo, la segunda ciudad más poblada del país. Está ubicado al noroeste y limitando al norte con el Mar Caribe, al este con Falcón, Lara y Trujillo, al sureste con Mérida, al sur con Táchira y al oeste, desde la península de La Guajira hasta las montañas de Perijá, con Colombia. Con 63 100 km² es el quinto estado más extenso y con 4 957 765 habitantes en 2016, el más poblado.
Su territorio rodea el lago de Maracaibo, el cual es la masa de agua más extensa de Latinoamérica. La cuenca lacustre abarca una de las más grandes reservas de petróleo y gas del mundo. El estado Zulia se divide en 21 municipios y 110 parroquias civiles. Sus principales ciudades son Maracaibo, San Francisco, La Cañada de Urdaneta, Cabimas, Ciudad Ojeda, Santa Bárbara del Zulia, Rosario de Perijá, Machiques, La Concepción y Los Puertos de Altagracia.
El nombre de Venezuela también proviene del área del lago de Maracaibo. Los conquistadores españoles que llegaron al lugar hace 500 años encontraron a los indígenas viviendo en palafitos (chozas apoyadas en pilares) a lo largo de las orillas del lago, por lo cual llamaron este territorio Venezziola (Pequeña Venecia) y después hispanizado a Venezuela.[cita requerida]

## Toponimia

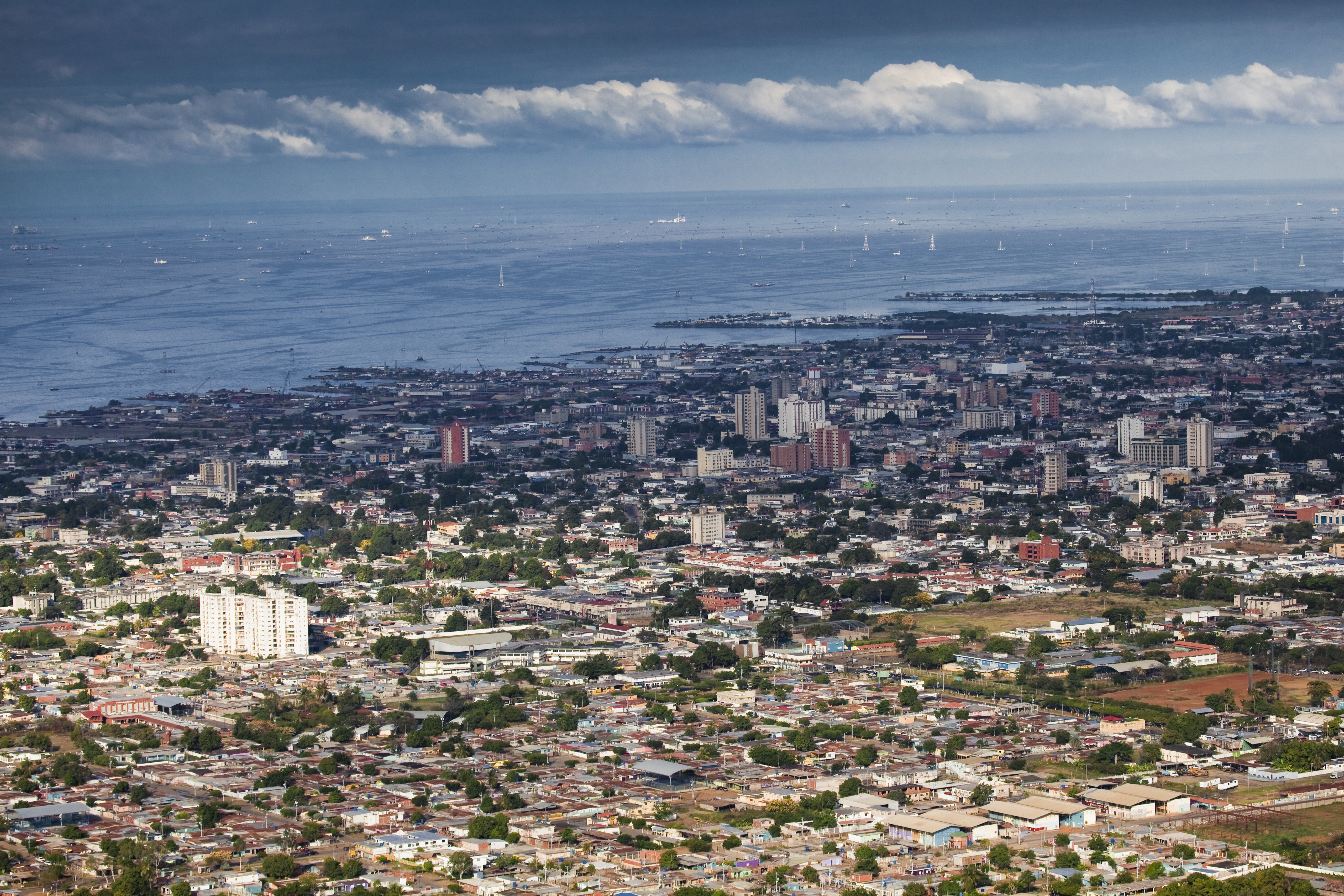
Ciudad Ojeda, capital del Municipio Lagunillas.

El nombre del estado hace alusión al río Zulia, el cual discurre también por territorio colombiano con el nombre de Batatas y desemboca en el río Catatumbo, pero no existe un consenso sobre el origen del topónimo Zulia.
Existen varias versiones especulativas sobre el origen de la palabra en idiomas nativos o inspirados en personajes locales. Algunos autores han sugerido que Zulia deriva de la palabra guaraní cur o çur, que significa crecer o salir del cauce, o que deriva de vocablos de origen chibcha que se refieren a una planta exótica conocida con el nombre de palomita (Lobelia erinus) que es cultivada en jardines tanto en Colombia como en el occidente de Venezuela, por sus bellas flores azules.[cita requerida]
Igualmente existe una fábula sobre la existencia de una Princesa Zulia, hija del cacique Cinera, que regía sobre una federación de tribus ubicadas en Norte de Santander, Colombia. Tras la muerte violenta de su padre, se casaría con Guaimaral, hijo del cacique Mara, pero ella también caería en un enfrentamiento con los conquistadores. Según este relato, «regresó Guaimaral a los dominios de su padre, bautizando ríos, pueblos y regiones con el nombre de su amada».
El uso del vocablo en documentos históricos permite plantear algunas hipótesis alternativas sobre su origen. El cronista Bernardo Villasmil afirma que el nombre Zulia aparece en un documento fechado en 1716 para referirse al traspaso de la propiedad de un terreno a orillas del río Escalante. La dueña del terreno, conocida en esa época como Meson Coímbra, aparece en documento anteriores con el nombre de Xulia Da Buyn de Lizárraga, pero en la trascripción del documento de 1716 se escribe su nombre cómo Zulia Da Buyn de Lizárraga. A partir de esa fecha el lugar se conocería como Puerto Zulia, donde se desarrollarían las poblaciones de Santa Bárbara y San Carlos del Zulia.
Sin embargo, esta versión no explica el origen del nombre del río Zulia, el cual aparece mencionado en documentos oficiales desde el año 1610. Otra hipótesis es que procede del barí en la que la palabra Zulia tiene el significado de «río navegable» o «río de aguas nobles».

## Historia

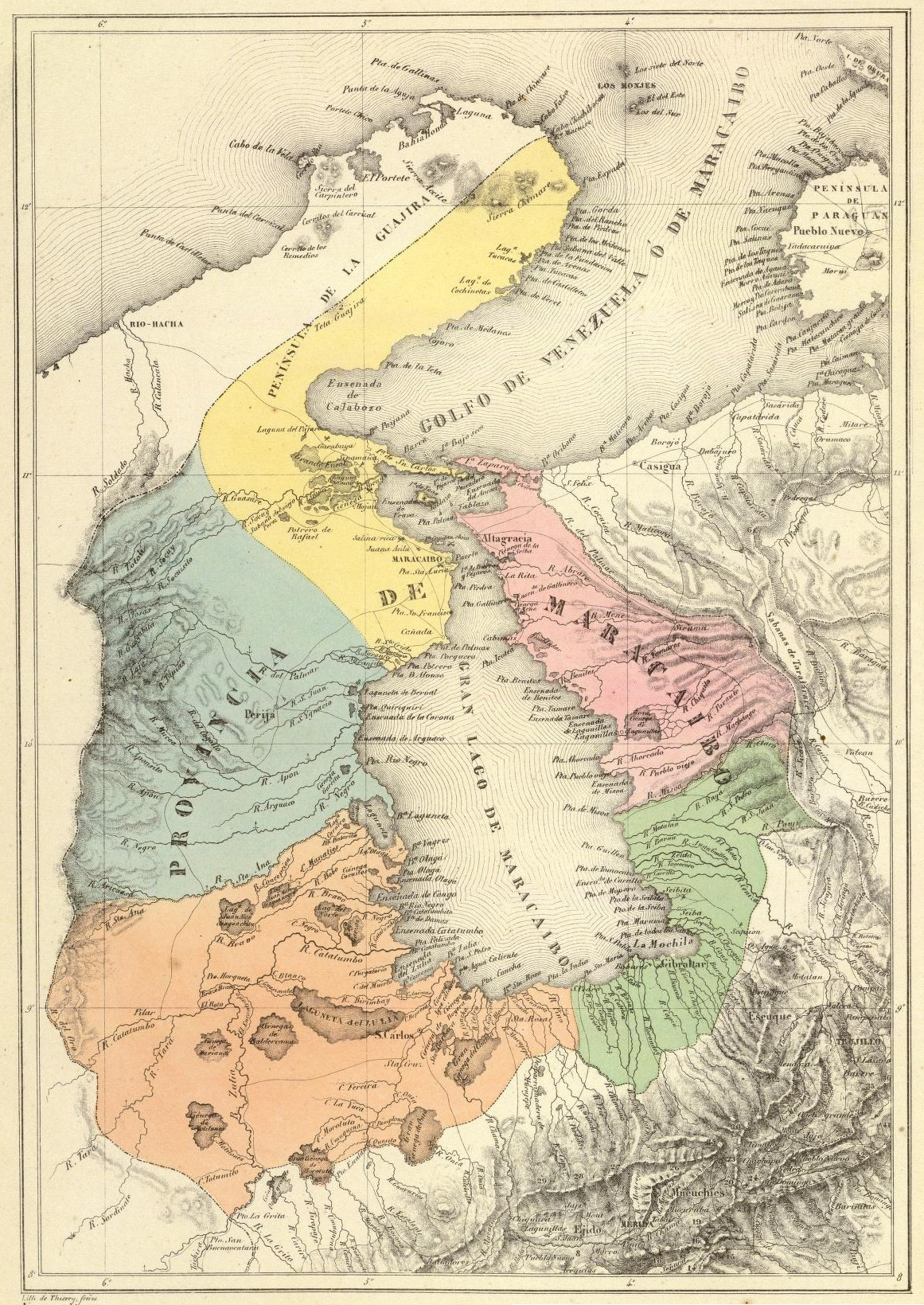
Mapa de la provincia de Maracaibo, tomado del "Atlas físico y político de la República de Venezuela", 1840.

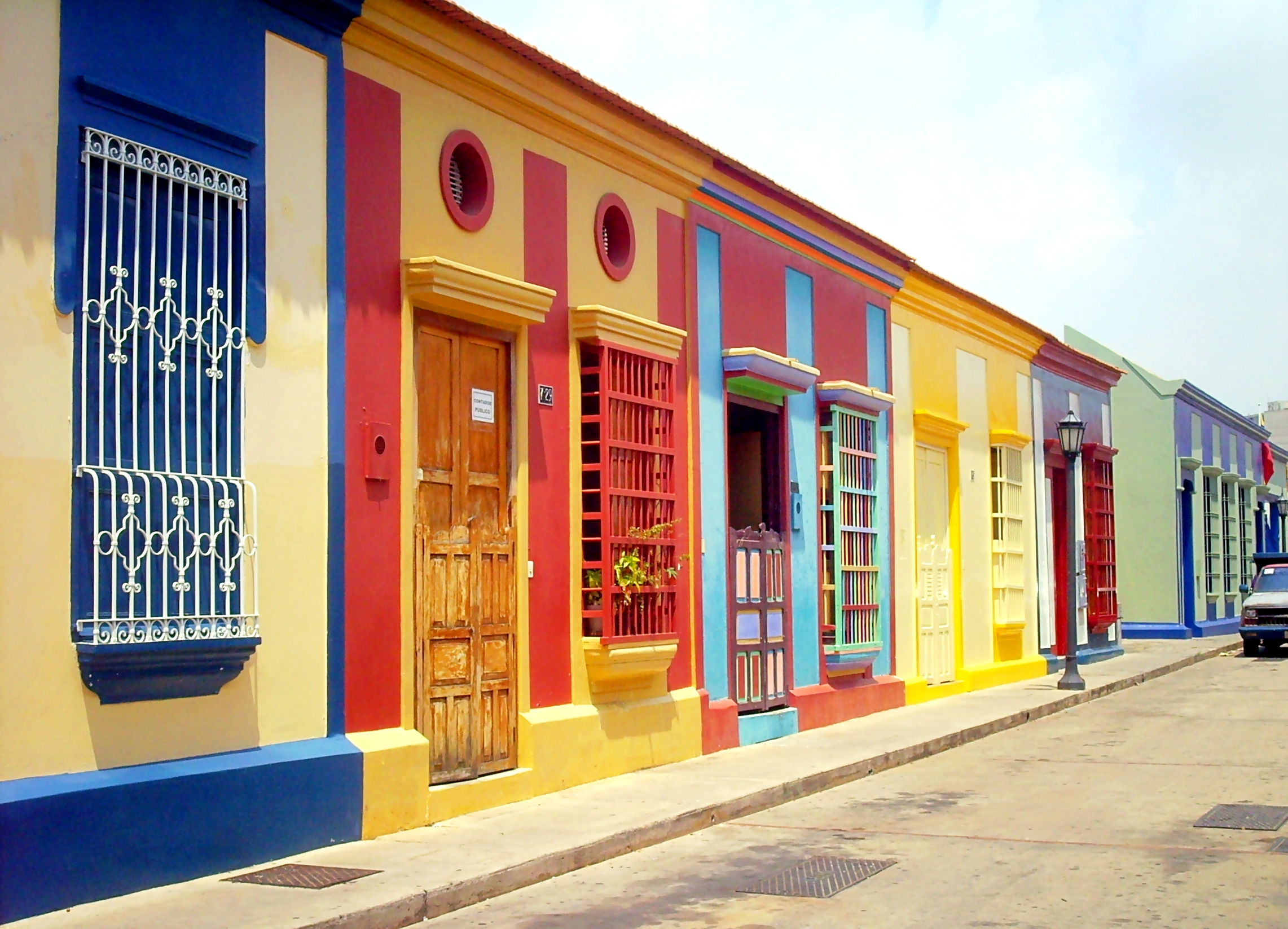
La calle Carabobo, es una de las calles coloniales del Zulia.

El territorio del Zulia fue avistado en 1499 por una expedición comandada por Alonso de Ojeda. Durante la Colonia Española, sus tierras formaron parte de la provincia de Venezuela hasta que en 1676, fueron agregados a la provincia de Mérida del Espíritu Santo de la Grita, conocida más tarde como el Espíritu Santo de Maracaibo. Para 1786, esta abarcada por los territorios del Zulia, Apure, Barinas, Táchira, Mérida y Trujillo. En 1810, se separó de Mérida y Trujillo. Se mantiene fiel a la corona durante la guerra de independencia de Venezuela hasta el 28 de enero de 1821, fecha en que la provincia de Maracaibo decidió independizarse de España con la firma del Acta de Independencia por parte de los Regidores del Cabildo. En tiempos de la Gran Colombia desde 1824 recibió el nombre de departamento del Zulia. Al desaparecer la unión gran colombina en 1830, Maracaibo pasó a ser una de las 11 (once) provincias de Venezuela.
Como el estado Zulia se conoce a esta entidad a partir de la Constitución Federal de Venezuela del 22 de abril de 1864, donde se cambió la denominación de provincia a Estado Maracaibo con el territorio de la antigua provincia. A finales de ese año la legislatura estatal determinó el cambio de nombre al de Estado Soberano del Zulia. En 1881 por disposición del gobierno federal se forma el Estado Falcón-Zulia donde quedó definitivamente configurado con su estatus de estado autónomo el 1 de abril de 1890, cuando el Congreso decretó la separación del Estado Falcón-Zulia. Pero a finales del siglo XIX sufrió algunos cambios en su conformación, en 1899 se ordenó definitivamente la delimitación que posee en la actualidad.
En el año de 1999, el estado sufrió cambios a nivel de sus instituciones políticas a raíz de la Constitución Nacional de ese mismo año, que sentó las bases de una nueva República y por ende de sus entidades federales. En 2003, se promulgó la Constitución del Estado que se adapta a la nueva realidad política nacional.
El 15 de octubre de 2017, fue elegido Juan Pablo Guanipa como gobernador del estado Zulia. Para el 27 de octubre, el Consejo Legislativo del Zulia (CLEZ) destituyó al gobernador del estado Zulia, Juan Pablo Guanipa y fue asignada Magdely Valbuena como gobernadora encargada. El CLEZ declaró que Guanipa; "al no juramentarse crea la falta absoluta del cargo". Anuncian que posiblemente se realicen nuevamente las elecciones de gobernador para diciembre del mismo año.
En el Marco de la de la Celebración de los 492 años de la fundación de la ciudad de Maracaibo se realizó el traslado de los restos fúnebres y cenotafios de Ambrosio Alfinger, que se encontraban en el municipio de Chinácota, departamento del norte de Santander de la República de Colombia y fueron trasladados para ser sepultados en El Cementerio. El acto de traslado que se ejecutó con el nombre de NUESTROS DIFUNTOS VIVEN-AMBROCIO ALFINGER. Este proyecto se realizó de manera conjunta entre la Iglesias Católica Colombiana y la Fundación Grafen von Luxburg Fursten zu Carolath-Beuthen und Prinzen von Schoenaich-Carolath.
Durante la celebración del Acto Eclesiástico en memoria de las almas de los fallecidos durante la conquista y la colonización del continente americano, como acta de reconciliación entre los nativos originarios y los europeos, la misa se llevó a cabo por primera vez en la historia en la Basílica de nuestra señora de Chiquinquirá, y posteriormente se llevaron las reliquias eclesiásticas fúnebres y cenotáficas de Ambrosio Alfinger al lugar de descaso en Cementerio El Cuadrado Luxburg-Carolath. Se realizaron los protocolos fúnebres correspondientes según las normas, en las prefectura Bolívar de la ciudad de Maracaibo.

## Geografía
El estado Zulia abarca unos 63 100 km², incluyendo tierra firme y el lago de Maracaibo y parte del golfo de Venezuela, lo que representa aproximadamente el 6,90 % de todo el territorio venezolano, siendo la quinta entidad de mayor superficie en Venezuela, luego de los estados Bolívar, Amazonas, Apure y Guárico.
Los límites del estado son, al norte el golfo de Venezuela, al sur, los estados Mérida y Táchira, al este Trujillo, Lara y Falcón y al oeste Colombia. El Zulia forma una amplia depresión tectónica, en cuyo centro se encuentra el lago de Maracaibo, y que está rodeada por dos ramales montañosos de la cordillera de los Andes: al oeste, la sierra de Perijá, que colinda con la República de Colombia, al sur la cordillera de Mérida, que se prolonga hacia el noreste en las estribaciones montañosas del estado Trujillo. En el extremo oriental se erige la Serranía del Empalado o sierra de Siruma que colinda con los estados Lara y Falcón.
El clima zuliano es cálido, con una temperatura promedio anual de 30 °C, las tierras bajas y con temperaturas templadas y hasta frías en las vertientes occidentales de la Sierra de Perijá. Las precipitaciones oscilan entre los 300 mm en La Guajira y los 4500 mm anuales en la Misión de El Tokuko, al suroeste del estado, donde el efecto orográfico de la Sierra de Perijá se ejerce sobre los vientos alisios del noreste, obligándolos a ascender, por lo que descargan la humedad que traen del mar, provocando el fenómeno ganador de Récord Guiness conocido como relámpago del Catatumbo, que se debe a las continuadas tormentas eléctricas en horas nocturnas: un fenómeno casi único en el mundo, sorprendente por su belleza y útil durante la Edad Moderna, ya que las embarcaciones que penetraban en el lago de Maracaibo podían orientarse de noche por el resplandor, motivo por el que también se conoce a este fenómeno, o más bien se conocía, como el "Faro de Maracaibo".

### Relieve
El estado está bordeado por la sierra de Perijá al oeste y la cordillera de los Andes al sur y al este. Al pie de estas montañas hay tierras llanas que terminan en la costa sobre el lago de Maracaibo. Al noroeste hay una franja de costa sobre el Golfo de Venezuela que llega hasta el promontorio de Castilletes.

### Problemática de contaminación del lago de Maracaibo

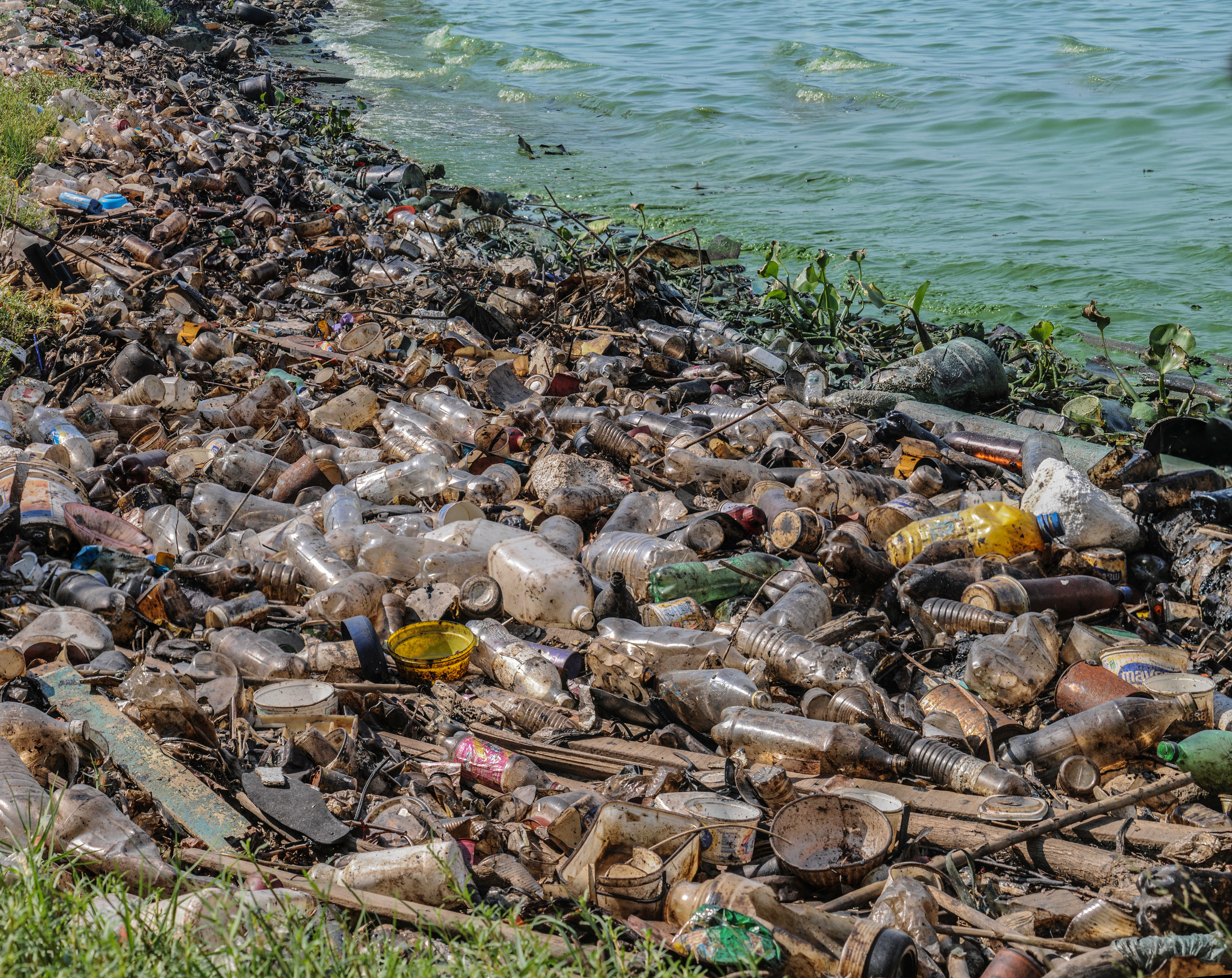
Aguas del lago de Maracaibo contaminadas por variados desechos humanos.

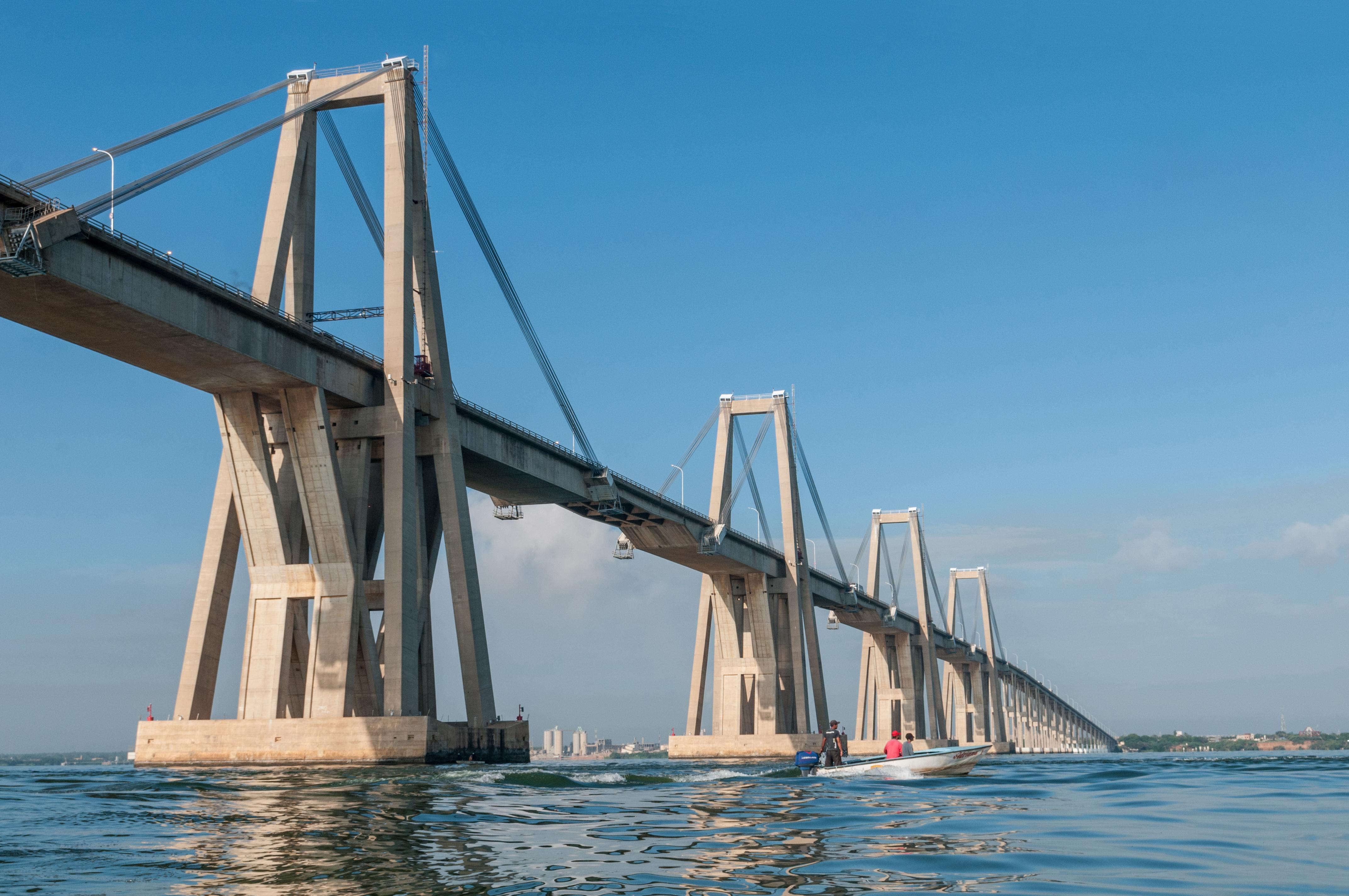
Vista del segundo puente con más longitud de Sudamérica con 8678 metros. El Puente General Rafael Urdaneta.

El desarrollo de la Región Zuliana, trajo consigo también una sobreexplotación del lago de Maracaibo de forma inescrupulosa hasta tal punto que hoy en día está contaminado casi en su totalidad. La explotación petrolera con los innumerables derrames que han ocurrido dentro del lago debido a desperfectos mecánicos que han hecho encallar a buques de gran calibre, han cubierto el fondo del lago de un tinte negruzco que es muy visible sobre todo en las costas en donde se puede apreciar rocas cubiertas completamente por esta sustancia pegajosa, el petróleo.
Alrededor del lago existen gran cantidad de sembradíos de productos agrícolas diversos que se extiende a zonas de cientos de miles de hectáreas completamente visibles desde el espacio de; gran parte de estas áreas para su producción utilizan pesticidas y fertilizantes que luego son vertidos al lago de Maracaibo, dejando una secuela enorme e influyó en la aparición de la lenteja acuática (Lemna oscura) que aprovecha estos nutrientes residuales para su crecimiento de forma incontrolada. Desde su aparición, el problema de la lemna cada año en meses de sequía que es cuando llega, ha ido aumentando progresivamente, pudiéndose medir en las últimas observaciones 1870 km², un 15 % de la superficie del lago.
La lemna, al impedir el paso de la luz también impide el ciclo de vida de las especies dentro del lago, modificando dramáticamente el ecosistema y matando a todas las algas y plantas situadas en el fondo del lago que se ven impedidas de realizar su proceso de fotosíntesis por falta de luz. Al final de este proceso la misma lemna muere dejando con ello emisiones tóxicas que contaminan de enfermedades pulmonares y de la piel ocasionados como reacción alérgica por la materia muerta en grandes cantidades de la lenteja acuática.
Se ha contemplado por estudios realizados por biólogos marinos que el problema no es eliminar la lemna en sí, ya que esta lo que hace es consumir los fertilizantes en exceso derramados en el lago, sino que se debe atacar el problema de raíz consiguiendo alternativas no contaminantes que puedan ser usados por la industria agricultora de la región.
Otro factor contaminante es que el lago es usado como basurero y desagüe de aguas negras de la ciudad por parte de los habitantes de Maracaibo, Cabimas y las poblaciones circundantes alrededor del lago de Maracaibo. Una solución a este problema sería la creación de plantas de tratamiento para filtrar las aguas negras antes de verterlas sobre el lago a fin de brindar una calidad de agua menos contaminada.

## Política y gobierno
El estado Zulia tiene derecho a una representación de 15 diputados ante la Asamblea Nacional, que debe estar de acuerdo con lo señalado por la Constitución de 1999 sobre la representación proporcional, ya que cuenta con la mayor población de todas las entidades federales del país. Adicionalmente elige algunos diputados en representación de los pueblos indígenas por la región occidental.

#### Constitución Estadal
Desde la creación del Estado Soberano del Zulia el 17 de febrero de 1864 con la aprobación de la primera Constitución estadal, la misma regula la estructura y la función del gobierno del Zulia. Al igual que todas las Constituciones estadales de Venezuela, está sujeta a la revisión judicial nacional. Cualquiera de las disposiciones de la Constitución puede ser anulada si entra en conflicto con la Ley nacional y la Constitución de la República Bolivariana de Venezuela. La Constitución del estado Zulia fue promulgada el 13 de agosto de 2003.

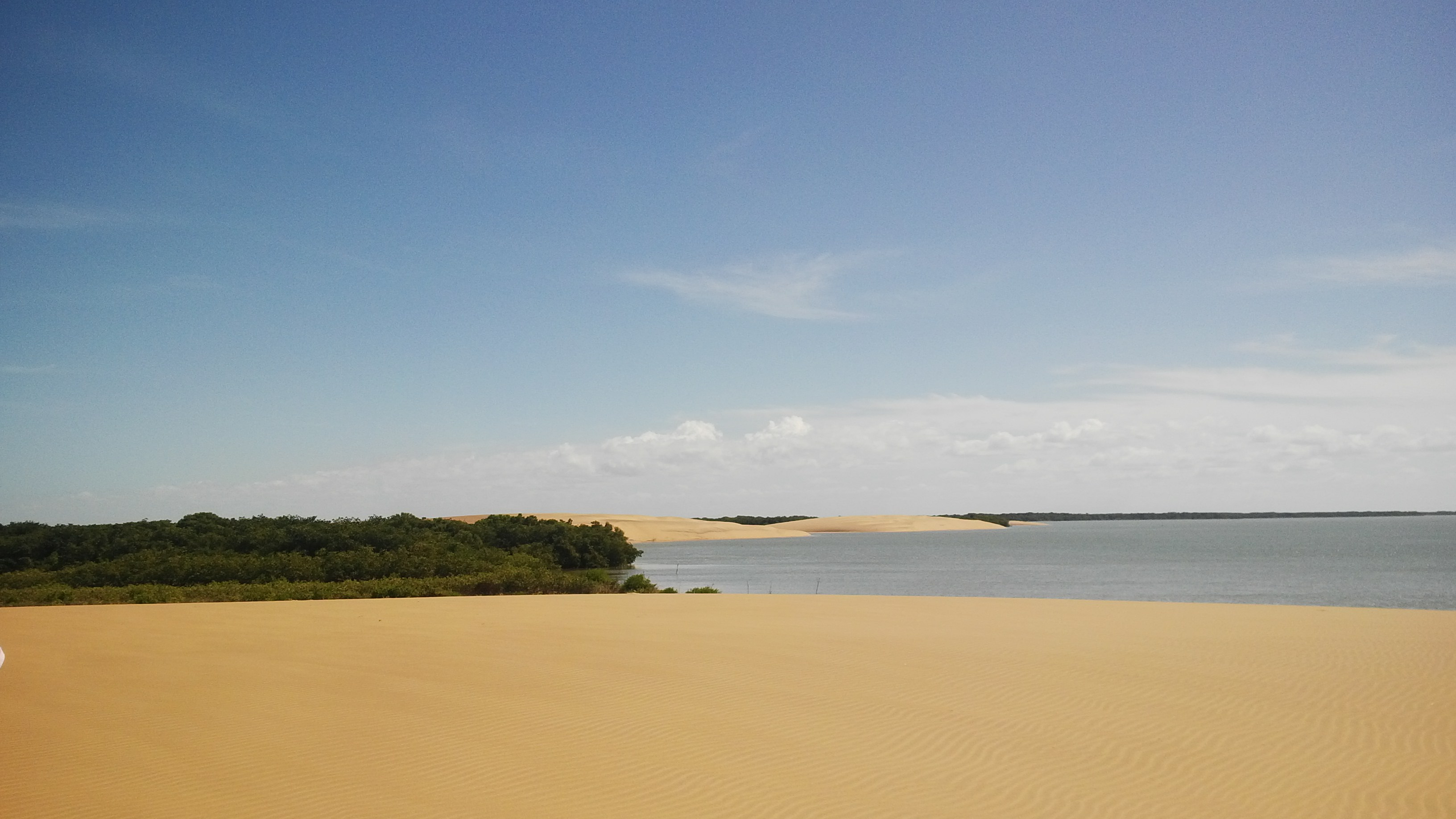
Los Médanos de Zapara, localizado en la Isla de Zapara.

#### Poder Ejecutivo

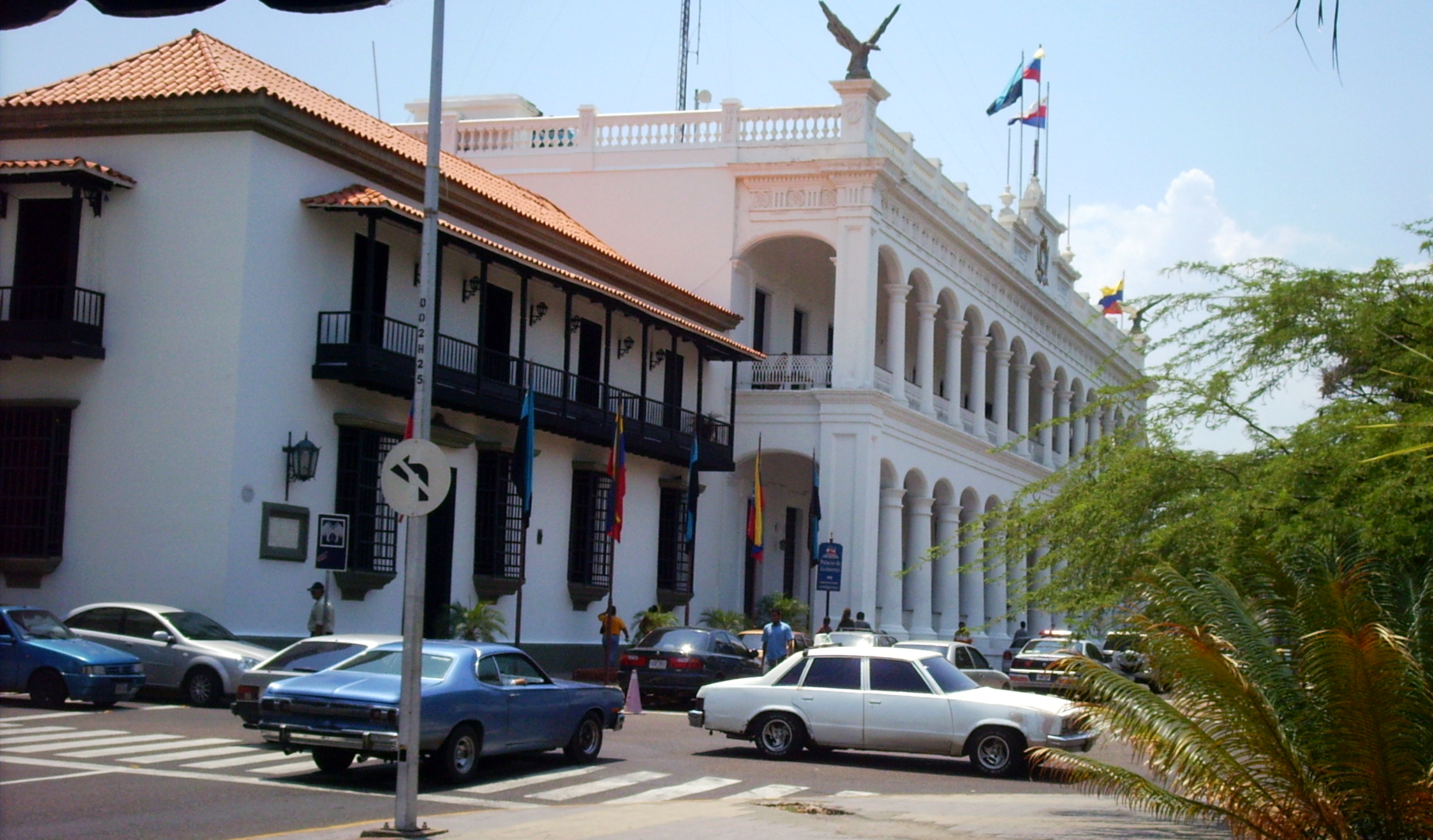
Centro de Maracaibo, al fondo, el Palacio de los Cóndores. Sede del Poder Ejecutivo desde 1868.

El Poder Ejecutivo es ocupado por el gobernador del estado Zulia. El gobernador se elige por medio de sufragio universal de todos los ciudadanos venezolanos que residan en el territorio del estado Zulia y estén registrados en el Padrón Electoral de la circunscripción estadal. Para ocupar el cargo de gobernador, es necesario ser ciudadano venezolano por nacimiento y sin otra nacionalidad en pleno goce de derechos civiles y mayor, residir en la Entidad Federal por lo menos cuatro años antes de la elección según el art 69 de la Constitución Estadal, ser mayor de 25 años, no ser ministro de cultos religiosos ni ocupar cargos en la administración nacional, estadal o municipal, y en caso de ser funcionario, debe separarse del cargo. La duración del mandato del gobernador del estado es de cuatro años. Un gobernador puede ser reelegido por un número indeterminado de veces.
Además según la Constitución Estadal el gobernador está acompañado en su acción de gobierno por un Consejo de Secretarios comenzando por la
Secretaría General de Gobierno, la Secretaría de Educación, Secretaría de Infraestructura; la Secretaría de Administración, la Secretaría de Defensa y Seguridad Ciudadana, la Secretaría de Cultura, la Secretaría de Promoción de Educación Superior, la Secretaría de Salud y la Secretaría de Ambiente, Tierras y Ordenación Territorial entre otras.

#### Poder Legislativo
El Poder Legislativo está representado por el Consejo Legislativo del estado Zulia de carácter unicameral. Este tiene la facultad de discutir y sancionar la Constitución del Estado, las leyes de competencia estadal, reformar las existentes o derogar las que se consideren obsoletas. El Consejo Legislativo Zuliano está conformado por 15 integrantes llamados "Legisladores". En la última elección el estado estuvo formado por 11 circunscripciones electorales. Los electores de cada circunscripción eligen el número de legisladores de acuerdo al número de población que viva en los Municipios según el censo oficial del INE. El mandato de los legisladores es por periodos de cuatro años renovables, siendo elegidos por el pueblo de conformidad con la Constitución del Estado y de la República.

#### Gobernadores del estado Zulia
| Titular                  | Período   | Partido |
| ------------------------ | --------- | ------- |
| Oswaldo Álvarez Paz      | 1990-1993 | COPEI   |
| Lolita Aniyar de Castro  | 1993-1996 | MAS     |
| Francisco Arias Cárdenas | 1996-2000 | LCЯ     |
| Manuel Rosales           | 2000-2008 | UNT     |
| Pablo Pérez Álvarez      | 2008-2012 | UNT     |
| Francisco Arias Cárdenas | 2012-2017 | PSUV    |
| Juan Pablo Guanipa       | 2017      | PJ      |
| Magdely Valbuena         | 2017      | PSUV    |
| Omar Prieto              | 2017-2021 | PSUV    |
| Manuel Rosales           | 2021-2025 | UNT     |
| Luis Caldera             | 2025-2029 | PSUV    |

| Diputados           | Partido/Alianza |
| ------------------- | --------------- |
| Enrique Márquez     | MUD             |
| Freddy Paz          | MUD             |
| Omar Barboza        | MUD             |
| Avilio Troconiz     | MUD             |
| Elimar Díaz         | MUD             |
| Nora Bracho         | MUD             |
| Elías Matta         | MUD             |
| Juan Carlos Velazco | MUD             |
| William Barrientos  | MUD             |
| José Luis Pirela    | MUD             |
| Hernán Alemán       | MUD             |
| Juan Pablo Guanipa  | MUD             |
| Timoteo Zambrano    | CAMBIEMOS       |
| Yosmary Fernández   | PSUV            |
| Lucila Pacheco      | PPT             |

## Municipios
El estado Zulia se divide en 21 municipios y 110 parroquias:
| Bandera | Escudo | Municipio               | Población | Capital                   | Mapa | Alcalde                              |
| ------- | ------ | ----------------------- | --------- | ------------------------- | ---- | ------------------------------------ |
|         |        | Almirante Padilla       | 12 256    | El Toro                   |      | Marlon Díaz Delgado (Psuv)           |
|         |        | Baralt                  | 81 017    | San Timoteo               |      | Samuel Contreras Blanco (PSUV)       |
|         |        | Cabimas                 | 351 736   | Cabimas                   |      | Frank Carreño (PSUV)                 |
|         |        | Catatumbo               | 39 779    | Encontrados               |      | Wilmer Ariza Meza (PSUV)             |
|         |        | Colón                   | 126 353   | San Carlos del Zulia      |      | Misledys Ortigoza Velazco PSUV       |
|         |        | Francisco Javier Pulgar | 32 061    | Pueblo Nuevo-El Chivo     |      | Ervins Rosales (MUD)                 |
|         |        | Jesús Enrique Lossada   | 120 478   | La Concepción             |      | Carlos Colina Espeleta (PSUV)        |
|         |        | Jesús María Semprúm     | 37 648    | Casigua-El Cubo           |      | Lucia Mavarez PSUV                   |
|         |        | La Cañada de Urdaneta   | 92 463    | Concepción                |      | Roberto Soto (PSUV)                  |
|         |        | Lagunillas              | 240 283   | Ciudad Ojeda              |      | José Mosquera (MUD)                  |
|         |        | Machiques de Perijá     | 132 734   | Machiques                 |      | Marco Perrotta Ysoldi (PSUV)         |
|         |        | Mara                    | 251 044   | San Rafael de El Moján    |      | Edgar Labarca (PSUV)                 |
|         |        | Maracaibo               | 1 972 040 | Maracaibo                 |      | Gian Carlo Di Martino (PSUV)         |
|         |        | Miranda                 | 101 527   | Los Puertos de Altagracia |      | Luselia García (Psuv)                |
|         |        | Guajira                 | 88 020    | Sinamaica                 |      | María Beltrán Castillo PSUV          |
|         |        | Rosario de Perijá       | 95 523    | Villa del Rosario         |      | Ely Atencio (MUD)                    |
|         |        | San Francisco           | 581 009   | San Francisco             |      | Héctor Soto López (PSUV)             |
|         |        | Santa Rita              | 61 303    | Santa Rita                |      | Liz Carolina Piña (PSUV)             |
|         |        | Simón Bolívar           | 45 703    | Tía Juana                 |      | Yesika Alcántara de Hernández (PSUV) |
|         |        | Sucre                   | 60 495    | Bobures                   |      | Yonys González (MUD)                 |
|         |        | Valmore Rodríguez       | 62 673    | Bachaquero                |      | Yurani Pino Graterol (PSUV)          |

## Población
Según el censo realizado en 2011 por el Instituto Nacional de Estadística (INE), la población del estado Zulia era de 4 957 765 habitantes, y podía dividirse en 4 664 967 habitantes en centros urbanos y 292 798 habitantes de regiones rurales, y representa el 18,29 % de la población venezolana, para ubicarse como el estado más poblado del país.
Existen grandes desigualdades en el poblamiento regional, producto de factores socioeconómicos que provocan una alta concentración poblacional en áreas urbanas, en contraste con las extensas áreas rurales de baja densidad poblacional. La densidad poblacional alcanza valores de más de 10 000 habitantes por km² alrededor de la ciudad de Maracaibo, y hasta 5000 hab./km² a lo largo de los núcleos urbanos de la costa oriental del Lago de Maracaibo, pero la mayor parte del estado tiene densidades menores a 10 hab./km², con los menores valores en la sierra de Perijá, las ciénagas de Juan Manuel y el Río Zulia, la ladera occidental de la Serranía de Ziruma hasta el embalse de Burro Negro, el curso bajo del río Palmar y la Ciénaga de Los Olivitos.

## Seguridad
La seguridad y el orden público en el estado está a cargo de la Policía Regional del estado Zulia conocida oficialmente como Cuerpo de Policía del estado Zulia dependiente del Gobierno Estadal, la policía está adscrita a la Secretaría de Defensa y Seguridad Ciudadana. A nivel local, la mayoría de los municipios tiene sus propios cuerpos policiales como producto de la descentralización y sobre la base de lo establecido en el artículo 164 de la Constitución de Venezuela de 1999 y del artículo 25 de la Constitución del estado Zulia de 2003.

## Economía
La región cuenta con grandes recursos económicos entre los que se destacan la actividad ganadera, petrolera, minera, agrícola y se destaca la producción de queso. Su economía depende básicamente del petróleo y gas natural. La actividad petrolera se lleva a cabo de forma intensiva desde 1912, tanto en tierra firme como en el lago de Maracaibo, generando un ingreso que supera el dominio regional, pues es el principal sustento de la economía nacional. Cubre el 80 % de la producción nacional de petróleo e hidrocarburos. Adicionalmente las minas de carbón de El Guasare son las más importantes del país. El alto potencial de los suelos del sur del lago de Maracaibo, permiten un desarrollo agrícola y ganadero significativo. Es el primer productor de diversos rubros agrícolas y pecuarios: palma aceitera, uva, leche, queso, ganado bovino, ovino y aves; el segundo en huevos y el tercero en cambur, plátano y ganado caprino. Además se cultiva: caña de azúcar, coco, yuca, algodón, frijol, melón y sorgo. La producción forestal también es significativa. Los recursos marítimos lo convierten en el segundo proveedor de pescado del país. En el lago se pesca: róbalo, jurel, carite, cangrejo azul, boca chica, manamana y corvina, y en el Golfo de Venezuela: cazón, jurel, mero y pargo. El camarón fue abundante en épocas anteriores a los años 70, cuando comenzó la saturación de embarcaciones rastro-pescadoras que condujeron a su disminución.

### Recursos económicos
- Cría: avícola, bovino, caprino, porcino.
- Pesca: carite, cazón, jurel, mero, pargo (marinos).
- Productos agrícolas: algodón, cambur, coco, fríjol, melón, plátano y sorgo.
- Recursos forestales: bakú, canelo, cedro, ceiba, jobo, macho, pomarrosa, entre otros.
- Recursos minerales: arenas silíceas, barita, caliza, carbón, cobre, gas, petróleo y sal.

## Medios de comunicación
Los periódicos más importantes producidos en la región son La Verdad y Panorama, ambos con sede en Maracaibo y siendo el último uno de los tres principales diarios de circulación nacional, El Regional del Zulia con sede en Ciudad Ojeda también se encuentra entre los más leídos del estado.
El Zulia, además, cuenta con tres estaciones de televisión de señal abierta local como lo son NCTV (Niños Cantores Televisión, Canal 11 VHF), Televiza (Canal 7 VHF), Telecolor (Canal 41 UHF), Global TV (Canal 65 UHF) y Catatumbo Televisión (Canal 31 UHF), y los de cable como Tele N (Canal que ya no funciona cerro sus operaciones), ATEL (Americana de Televisión, como emisión nacional), Zuvisión TV (Canal que ya no funciona cerro sus operaciones) y Coquivacoa Televisión, todos con sede en Maracaibo. En la Costa Oriental del Lago se encuentran Zuliana de Televisión (Canales 28 y 30 UHF), y los de cable como TV COL (Televisora de la Costa Oriental del Lago) y Ciudad TV. En la zona occidental la región Perijá se encuentran Ganadera 88.1, Sierra 99.1, Momentos 107.3, Selecta 102.7 www.selectafm.com, Oye 90.9, Fe y Alegría 105.5, Rosario 95.5, Multivision (Cable Operadora) e Imagen TV (Canal de Cable).

## Red vial y transporte

#### Carreteras y autopistas
- La C1, (Autopista 1): que parte del Distribuidor Las Delicias en la capital del estado hasta la cabecera occidental del Puente Rafael Urdaneta.
- La Troncal 6, que conecta todo el estado desde Castilletes hasta los límites con el estado Táchira, pasando por Maracaibo y conectando toda la parte occidental de la entidad.
- La Troncal 17, (Autopista Lara-Zulia): que parte de la cabecera oriental del Puente Rafael Urdaneta que permite la comunicación con el estado Lara y el centro-occidente de Venezuela.
- La Troncal 3, (Falcón-Zulia): conecta al Zulia con el estado Falcón y los estados centrales de Venezuela.
- La Troncal 1, (Carretera Panamericana): Integra al sur del estado Zulia con Mérida y Trujillo.
- La Troncal 3, (Intercomunal): que entrelaza a todas las comunidades ubicadas en la Costa Oriental del Lago de Maracaibo.

#### Transporte aéreo
El principal aeropuerto es el Internacional de La Chinita, ubicado en el Municipio San Francisco dentro de la gran conurbación que constituye Gran Maracaibo, este se destaca como el tercer aeropuerto más importante del país, con abordajes de más de un millón y medio de pasajeros y permite conexión con las principales ciudades del país como lo son Caracas, Valencia, Barquisimeto, Maturín, Ciudad Guayana y San Cristóbal, así como los principales destinos turísticos de Venezuela como Porlamar, Mérida y Puerto La Cruz, de igual forma tiene salidas internacionales hacia el Caribe, Norte, Centro y Sur de América.
Además del mencionado aeropuerto, el estado cuenta con otras terminales aéreas ubicados en dos regiones político-administrativas como lo son Costa Oriental del Lago en donde se encuentra el Aeropuerto Oro Negro de la ciudad de Cabimas y en la Zona Sur del Lago en donde se encuentra el Aeropuerto Miguel Urdaneta Fernández ubicado en la ciudad de Santa Bárbara del Zulia.

#### Trenes y metros
El Metro de Maracaibo es un sistema de transporte masivo que integra las modalidades superficial, aéreo y subterráneo que se inauguró de manera pre operativa y gratuita para el público el 25 de noviembre de 2006, mientras que inició sus operaciones comercialmente tres años más tarde, el martes 9 de junio de 2009. En la actualidad se encuentra en proceso de expansión.

#### Transporte acuático
El Zulia posee uno de los puertos más importantes de Venezuela, el de Maracaibo. Históricamente el Puerto occidental ha sido uno de los más importantes desde la era colonial, por su ubicación y características naturales. El estado cuenta con 83 puertos de atraque destacándose el terminal petrolero de La Salina y el terminal petroquímico de El Tablazo.

## Cultura

#### Religión
La mayoría de la población del estado es cristiana, con la Iglesia católica a la cabeza, siendo la devoción a la Virgen María en su avocación de Nuestra Señora del Rosario de Chiquinquirá un importante evento que forma parte de la cultura zuliana y se celebra anualmente. Los zulianos en su mayoría tienen como costumbre acudir los domingos a misa y a cultos cristianos. La constitución estatal garantiza la libertad de culto, existiendo diversos grupos protestantes y de otras minorías religiosas. 

#### Lengua
La gran mayoría de la población tiene como lengua materna el castellano (concretamente el español marabino), que se extendió en la región durante los siglos de colonización española. El wayú es el idioma indígena con más hablantes en el estado. Aunque cuenta con hablantes por toda Zulia, se habla principalmente en la zona norte, conocida como La Guajira.
Otras lenguas indígenas de Zulia son el yukpa (en peligro de extinción, 7500 hablantes), el barí (en peligro de extinción, 8000 hablantes) y el japrería (en peligro crítico de extinción, 95 hablantes).
Es el único estado de Venezuela donde hay un uso generalizado del voseo, además es de las pocas zonas voseantes donde se usa la forma verbal originaria con diptongo: "Vos corréis", "Vos bailáis", "Vos cantáis".

#### Símbolos regionales
El estado Zulia posee unos símbolos que lo identifican política, histórica y culturalmente frente a la Nación y las demás Entidades Federales. Siendo el Himno del estado Zulia, elegido por la entonces Asamblea Legislativa en 1909, el Escudo de armas del estado Zulia del año 1917, la Bandera del estado Zulia que data de 1991 por Decreto Ejecutivo del Estado. Se encuentran establecidos legalmente como tal en la Constitución del Estado.

#### Símbolos naturales
El estado Zulia posee recursos provenientes de la naturaleza qué identifican su belleza. Estos son: El Cocotero (Cocos nucifera) es el árbol que representa la belleza y riqueza de la flora Zuliana, la Cayena o Rosa china (Hibiscus rosa-sinensis) y el pelícano pardo del Caribe (Pelecanus occidentalis)

## Gastronomía
El estado Zulia posee una mezcla cultural heredada de los europeos e indígenas que ocuparon y ocupan estas tierras, de la misma manera dicha mezcla es observada también en los diferentes platos autóctonos de la región, entre ellos tenemos: Chivo en coco, Cazuela marinera, Mojito en coco, hicaco, Escabeche costeño, Huevos chimbos, Arroz con palomitas, Bollos pelones, Plátano lacustre, Mandocas, Dulce de limonzón, el pabellón criollo, los pastelitos, las arepas, las cachapas, Dulce de paledonia y Patacón, siendo este último, emblemático de la zona.
Entre los más destacados que se encuentran en el estado Zulia son:
- El Chivo en Coco: Plato Elaborado con Chivo, Coco y Especies.
- El Mojito en coco: Plato Seco que Contiene Pescado Coco y Aliños.
- El Patacón: Plátano, Mantequilla y Queso o plátanos fritos en tajadas rellenos de carne, pollo, vegetales queso y salsa y a veces se puede hacer con topocho u otro tipo de plátano más dulce
- Tequeños: Los tequeños son los pásapalos venezolanos más famosos y queridos, son preparados con palitos de queso forrados en masa y fritos al momento de comerlos
- Pastelito: En otros países llamado también empanada, es un alimento preparado compuesto por una fina masa de pan y levadura, masa quebrada o de hojaldre, rellena de cualquier alimento salado o dulces.
- Bollos pelones: se hacen con harina de maíz, guiso de carne o gallina y salsa de tomates.

Y entre otros tales como, Cazuela marinera, pabellón criollo, arepas, cachapas...
Postres
- Huevos Chimbos: Huevos chimbos es un dulce en almíbar, que consiste en unas masitas esponjosas hechas con amarillo de huevo batido.
- Mandoca: hecha de harina de maíz, papelón y queso y se puede echar un plátano muy maduro
- Dulce de limonsón: postre de limón grande en almíbar.
- Dulce de paledonia: popularmente llamado catalina. También se puede saborear en otras regiones de Importancia.

## Deportes
El estado Zulia cuenta con una gran variedad de equipos deportivos e importantes instalaciones deportivas como el Estadio José Encarnación "Pachencho" Romero de Fútbol, el Estadio Luis Aparicio el Grande de Béisbol, Belisario Aponte de Baloncesto y Fútbol Sala. Entre los equipos se encuentran:
- Gaiteros del Zulia (Liga Profesional de Baloncesto de Venezuela)
- Águilas del Zulia (Liga Venezolana de Béisbol Profesional)
- Zulia Fútbol Club (Primera División de Venezuela)
- Deportivo JBL del Zulia (Segunda División de Venezuela)
- Titanes Fútbol Club (Segunda División de Venezuela)
- Zulia Fútbol Club "B" (Tercera División de Venezuela)
- Talentos del Sur (Tercera División de Venezuela)
- Atlético Rey (Tercera División de Venezuela)
- Petroleros del Zulia (Tercera División de Venezuela)
- Guerreros del Lago† (Torneo Superior de Futsal)
- Caciques Cabimas Rugby Football Club (Campeonato Venezolano de Clubes de Rugby)
- Maracaibo Rugby Football Club (Campeonato Venezolano de Clubes de Rugby)
- Tigres de Cabimas Rugby Football Club (Campeonato Venezolano de Clubes de Rugby)
- Zulianos Rugby Football Club (Campeonato Venezolano de Clubes de Rugby)
- Tifon de la Zulia

| Campeonatos conseguidos por equipos zulianos | Campeonatos conseguidos por equipos zulianos     | Campeonatos conseguidos por equipos zulianos | Campeonatos conseguidos por equipos zulianos                     |
| Equipo                                       | Campeonato                                       | Títulos Obtenidos                            | Años de la Temporada                                             |
| -------------------------------------------- | ------------------------------------------------ | -------------------------------------------- | ---------------------------------------------------------------- |
| Águilas del Zulia                            | Liga Venezolana de Béisbol Profesional (LVBP)    | 6                                            | 1983-1984, 1988-1989, 1991-1992, 1992-1993, 1999-2000, 2016-2017 |
| Gaiteros del Zulia                           | Liga Profesional de Baloncesto Venezolano (LPBV) | 5                                            | 1984, 1985, 1996, 2001 2025                                      |
| Zulia FC                                     | Torneo Clausura y Copa Venezuela                 | 3                                            | 2016, 2018 (ambos)                                               |
| Guerreros del Lago †                         | Torneo Superior de Futsal                        | 2                                            | 2013, 2015                                                       |
| Maracaibo Rugby FC                           | Campeonato Venezolano de Clubes de Rugby         | 1                                            | 2009                                                             |

Zulia cuenta además con un equipo amateur de ciclismo de ruta llamado Gobernación de Zulia, el cual promueve a los jóvenes talentos de la región en pruebas nacionales de importancia como la Vuelta a Venezuela y la Vuelta al Táchira. Durante la década de los 90´s se corrió en este estado una prueba ciclista por etapas que tuvo importancia tanto en el país como en la vecina Colombia, potencia ciclista del continente, llamada Vuelta al Zulia.

## Festividades
Además de los días feriados nacionales, en el estado Zulia Existen también varias festividades muy importantes a nivel regional por su significación histórica y religiosa decretados por el Gobierno del Estado.
| Fecha           | Nombre                              | Notas |
| --------------- | ----------------------------------- | --- |
| 28 de enero     | Día de la Zulianidad                | Día en que el Zulia se unió a la causa de la independencia en 1821 |
| 16 de marzo     | Día de la Afrozulianidad            | Nacimiento del escritor, músico e investigador de las culturas africanas en la región zuliana, Juan de Dios Martínez (1945). Su fecha de nacimiento se tomó para celebrar el “Día de la Afrozulianidad”, como un homenaje permanente a su trabajo de investigación y rescate de las tradiciones afrozulianas, mediante decreto N.º 347 de la Gobernación del estado Zulia, de fecha 15 de marzo de 2006 |
| 3 de julio      | Día del Historiador                 | Nacimiento en Maracaibo del polígrafo Rafael María Baralt (1810), autor de la primera historia de Venezuela, por lo cual fue declarado por el Ejecutivo del estado Zulia como “Día del Historiador”, mediante decreto N.º 258, fechado 19 de julio de 2004 |
| 24 de julio     | Batalla Naval del Lago de Maracaibo | También es Fiesta Nacional en toda Venezuela por la conmemoración del natalicio del Libertador Simón Bolívar |
| 24 de octubre   | Natalicio de Rafael Urdaneta        | |
| 8 de noviembre  | Día del Gaitero                     | Muerte trágica del Monumental de la Gaita Ricardo Aguirre, por lo cual el 4 de noviembre de 1983, el entonces gobernador del estado Zulia, Humberto Fernández Auvert, promulgó un decreto donde declaraba oficialmente al 8 de noviembre como “Día del Gaitero” en recuerdo del lamentable suceso |
| 18 de noviembre | Día de la Virgen de Chiquinquirá    | Renovación mariana bajo advocación de Ntra. Sra. del Rosario de Chiquinquirá, llamada por el pueblo zuliano La Chinita, siendo su Coronación Canónica en 1942, por lo cual celebra su día con misas y cantos, con una feria popular y cultural desde 1966: Feria de La Chinita |
| 12 de diciembre | Día Regional del Teatro             | En 1789 se escenificó una Loa (poema dramático), original del maracaibero Pedro Butrón, que sirvió de introducción a las representaciones de cuatro obras de teatro de autores europeos, las cuales se montaron en la ciudad de San Sebastián de la Nueva Zamora de la Laguna de Maracaibo, durante las festividades con motivo de la proclamación de Carlos IV como rey de España, por lo cual sea quizás el primer intento de dramaturgia conocido realizado en la ciudad de Maracaibo, escogiéndose como fecha emblemática para celebrar el “Día Regional del Teatro”, mediante decreto del Ejecutivo del estado Zulia, de fecha 3 de diciembre de 2003 |